# جاك غاي
جاك غاي (بالفرنسية: Jacques Gay)‏ هو رسام فرنسي، ولد في 22 فبراير 1851 في Voreppe ‏ في فرنسا، وتوفي في 6 مايو 1925 في غرونوبل في فرنسا.